# Héctor Colomé
Héctor Colomé, né le 25 octobre 1944 à Córdoba en Argentine et mort le 28 février 2015 à Madrid, est un acteur hispono-argentin.

## Biographie
Il meurt le 28 février 2015 à la clinique Ruber de Mirasierra à Madrid d'un cancer du pancréas.

## Filmographie

### Cinéma
- 1987 : Redondela : Tarrés
- 1988 : Caminos de tiza
- 1996 : Libertarias de Vicente Aranda
- 1998 : La hora de los valientes : Lucas
- 1999 : La Ville des prodiges : Alexandre Canals
- 2001 : Juana la Loca de Vicente Aranda
- 2002 : Box 507 d'Enrique Urbizu
- 2003 : El Lobo de Miguel Courtois
- 2003 : Atraco a las 3... y media
- 2005 : El penalti más largo del mundo : Rodríguez
- 2005 : Obaba, le village du lézard vert : Ismael
- 2006 : Azul de Daniel Sánchez Arévalo : Andrés
- 2007 : Pudor : Sr. Brown
- 2007 : Lolita's Club : José
- 2008 : Welcome to Farewell-Gutmann : Lúger
- 2008 : 25 Carat : Pardo
- 2009 : Luna caliente : un militaire
- 2009 : The Haunting : Miguel
- 2009 : Flores negras : Clavel
- 2009 : The Limits of Control
- 2010 : The Outlaw : Urbina
- 2012 : A puerta fría : Carmelo
- 2012 : Los días no vividos : Borracho
- 2013 : La gran familia española de Daniel Sánchez Arévalo : le père
- 2014 : Rec 4 de Jaume Balagueró : Docteur Ricarte

### Télévision
- 1986 : Absalón (téléfilm) : Joab
- 1986 : Segunda enseñanza (série télévisée)
- 1986 : Régimen abierto (série télévisée)
- 1989 : Brigada central (série télévisée)
- 1991 : Eva y Adán, agencia matrimonial (série télévisée)
- 1991 : Historias del otro lado (série télévisée)
- 1996 : El súper (série télévisée)
- 1999 : Periodistas (série télévisée)
- 1999 : Petra Delicado (série télévisée)
- 2000 : El comisario (série télévisée)
- 2001-2002 : Policías, en el corazón de la calle (série télévisée)
- 2003 : Luna negra (série télévisée)
- 2005-2006 : Amar en tiempos revueltos (série télévisée)
- 2007 : C.L.A. No somos ángeles (série télévisée)
- 2008 : Aída (série télévisée)
- 2008 : 20-N: Los últimos días de Franco (téléfilm)
- 2008 : Herederos (série télévisée)
- 2008 : Hermanos & detectives (série télévisée)
- 2009 : 23-F: Historia de una traición (série télévisée)
- 2009 : El Bloke. Coslada cero (série télévisée)
- 2010 : Karabudjan (série télévisée)
- 2011 : 14 de abril. La República (série télévisée)
- 2012 : Carta a Eva (série télévisée)
- 2014 : El Príncipe (série télévisée)